# Joseph Siegel

Joseph Siegels Wappen als Bischof von Evansville

Joseph Siegels Wappen als Weihbischof

Joseph Mark Siegel (* 18. Juli 1963 in Joliet, Illinois, USA) ist ein US-amerikanischer Geistlicher und römisch-katholischer Bischof von Evansville.

## Leben
Joseph Siegel wurde am 14. April 1988 durch den Präfekten der Kongregation für das Katholische Bildungswesen, William Wakefield Kardinal Baum, zum Diakon geweiht und empfing am 4. Juni 1988 durch Bischof Joseph Leopold Imesch das Sakrament der Priesterweihe für das Joliet in Illinois.
Neben verschiedenen Aufgaben in der Pfarrseelsorge war er bischöflicher Zeremoniar und gehörte neun Jahre dem Priesterrat an, dessen Vorsitzender er drei Jahre lang war. Er wurde in das Konsultorenkollegium berufen, war Verantwortlicher für die Priesterweiterbildung und in verschiedenen Funktionen in der kirchlichen Lebensrechtsbewegung engagiert.
Am 28. Oktober 2009 ernannte ihn Papst Benedikt XVI. zum Titularbischof von Pupiana und zum Weihbischof in Joliet in Illinois. Der Bischof von Joliet in Illinois, James Peter Sartain, spendete ihm am 19. Januar 2010 die Bischofsweihe; Mitkonsekratoren waren der Bischof von Venice, Frank Joseph Dewane, und Altbischof Joseph Leopold Imesch. Sein Wahlspruch lautet In Te Domine Speravi.
Siegel war zudem Generalvikar des Bistums Joliet in Illinois. Er gehört den Kolumbusrittern und dem Ritterorden vom Heiligen Grab zu Jerusalem an.
Papst Franziskus ernannte ihn am 18. Oktober 2017 zum Bischof von Evansville. Die Amtseinführung fand am 15. Dezember desselben Jahres statt.